# Investiture (Moyen Âge)
Pour les articles homonymes, voir Investiture.
« Investiture » est un terme qui, au Moyen Âge, désigne l'acte par lequel une personne met une autre en possession d'une chose (en latin, vestitura ou investitura qualifie l'acte de vêtir quelqu'un, comme si celui qui reçoit la chose en était vêtu). Le mot est employé dès le IXe siècle pour signifier la donation et la réception d'une église et, en même temps, de la dignité ecclésiastique qui y est associé. Dans le système féodal, il s'agit de la cérémonie de remise d'un fief par un seigneur (suzerain) à son vassal.

## Un terme polysémique

### Sources
Reproduction de l'article Investiture de La Grande Encyclopédie (1885-1902), Berthelot.